# Natale con i Muppet
Natale con i Muppet (It's a Very Merry Muppet Christmas Movie) è un film TV diretto da diretto da Kirk R. Thatcher e trasmesso dalla NBC nel 2002.

## Trama
È la vigilia di Natale e il teatro dei Muppet rischia di essere demolito. Quando la situazione peggiora, Kermit comincia a credere che il mondo sarebbe un posto migliore se lui non fosse mai nato. Gli altri Muppet, tuttavia, riescono a fargli capire che ciò che conta di più è l'amore verso il prossimo.

## Accoglienza

### Critica
Il film sull'aggregatore di recensioni Rotten Tomatoes ha ottenuto un indice di gradimento dell'82%, con un voto medio di 6.5/10 basato su 11 recensioni.

## Distribuzione
Natale con i Muppet è stato distribuito negli Stati Uniti il 29 novembre 2002, mentre nelle sale italiane il 24 dicembre 2003.

## Produzione
Le riprese del film si sono svolte in Canada.